# Operatie Augustusstorm
Operatie Augustusstorm (Russisch: Манчжурская стратегическая наступательная операция, Mantsjzhoerskaja Strategitsjeskaja Nastoepatelnaja operatsija, Mantsjoerijse Strategische Offensieve Operatie) (9 augustus - 20 augustus 1945) was de aanval van de Sovjet-Unie op door Japan bezette gebieden in het oosten van Azië met dan vooral Mantsjoerije als hoofddoel. "Operatie Augustusstorm" is een informele naam die in 1983 door de militaire historicus David Glantz aan het offensief werd gegeven en daarna gebruikelijk geworden is als aanduiding.
Deze aanval vond plaats aan het einde van de Tweede Wereldoorlog. Met de ondergang van nazi-Duitsland in mei 1945 wilden de geallieerden ook zo snel mogelijk de oorlog in Azië beëindigen. Op de Conferentie van Jalta was met de Sovjet-Unie afgesproken dat deze het niet-aanvalsverdrag met Japan zou opzeggen en na 3 maanden (dus 8 augustus 1945) Japan de oorlog zou verklaren.
Op 9 augustus startte de Sovjet-Unie met Operatie Augustusstorm. Van alle kanten trokken 1,6 miljoen man daarbij Mantsjoerije (Mantsjoekwo), Binnen-Mongolië (Mengjiang), Zuid-Sachalin (Karafuto), Noord-Korea en op 18 augustus de Koerilen binnen. De verraste Japanners boden weinig weerstand en ruim een miljoen man, onder wie 180 generaals, werden krijgsgevangen gemaakt. Russische parachutisten wisten eveneens de marionettenkeizer van Mantsjoekwo, Pu Yi, te arresteren. Op 10 augustus boden de Japanners al hun capitulatie aan, maar dit werd genegeerd.
Op 18 augustus werden vijf amfibische landingen uitgevoerd, waarvan drie in Noord-Korea, een op Sachalin en de laatste op de Koerilen.
Op 20 augustus liet Japan weten dat het de overgave accepteerde, maar de Sovjets zetten hun opmars voort tot 1 september. Op 2 september gaf Japan zich officieel over. Hiermee werd de Tweede Wereldoorlog na vele jaren eindelijk beëindigd. Bij de gesloten vrede moest Japan verschillende gebieden, die het in 1905 had verworven na de Russisch-Japanse Oorlog, afstaan aan de Sovjet-Unie. Dit waren de zuidelijke helft van het eiland Sachalin en de Koerilen.